# Apèla
Apèla (en francès Appelle) és un municipi francès situat al departament del Tarn i a la regió d'Occitània.

## Demografia
| 1836                                       | 1962 | 1968 | 1975 | 1982 | 1990 | 1999 | 2007 | 2017 |
| ------------------------------------------ | ---- | ---- | ---- | ---- | ---- | ---- | ---- | ---- |
| 313                                        | 119  | 97   | 74   | 57   | 54   | 71   | 62   | 72   |
| Des de 1962: població sense dobles comptes |      |      |      |      |      |      |      |      |

## Administració
| Període   | Identitat           | Partit |
| --------- | ------------------- | ------ |
| 2001-2014 | Gabriel Orombel     |        |
| 2014-     | Christophe Pouyanne |        |